# 加拿大豐業銀行
豐業銀行（英語：Bank of Nova Scotia，TSX：BNS，：BNS，简称）是一家加拿大的商业银行，在全球55个国家均有业务。按市值计算，丰业银行为加拿大第三大的银行。
截至2024年10月31日，丰业银行在加拿大共拥有898家分行和3,578台自动柜员机，服务逾1,100万个人和商业客户。国际银行业务在墨西哥、秘鲁、哥伦比亚、巴西、乌拉圭等逾15个拉丁美洲国家服务逾1,200万零售、企业和商业客户。

## 历史
該銀行最早於1832年在新斯科舍省哈利法克斯成立，现时銀行總部設在安大略省多伦多斯科細亞廣場。
ScotiaMocatta為豐業銀行專門買賣貴金屬及其衍生工具的部門，已有340年的交易經驗，於1997年購自渣打銀行。
2010年3月12日豐業銀行在泰國的附屬機構Thanachart Bank與泰國央行達成協議，以9.84億元美元購入泰國第六大銀行暹羅京都銀行（ Siam City Bank）48%股權，
2012年1月19日以現金加股票合共10億美元購入哥倫比亞第五大金融集團科尔帕特里亚银行銀行51%的股份。2013年加拿大丰业银行收购ING Direct在加拿大的储蓄业务并于2014年改名为Tangerine Bank，在各大城市有ING DIRECT Café处理一些简单业务。
2017年5月，加拿大豐業銀行馬來西亞子行（The Bank of Nova Scotia Berhad）100%股權標售案由國泰金控旗下兩大子公司國泰世華銀行(佔51%)與國泰人壽(佔49%)取得，成交金額為2.55億美金，並在本年度下半年完成交割。
2018年4月，國泰金控代子公司國泰世華銀行與國泰人壽輸入公開觀測站公告擬終止收購馬來西亞The Bank of Nova Scotia Berhad 100%股權，豐業銀行聲稱此交易中斷不影響公司財務。
2018年，豐業銀行收購了蒙特利爾投資公司Jarislowsky Fraser，同樣在2018年，豐業銀行以29億加元完成了對BBVA集团BBVA智利68.19%股權的收購，BBVA Chile由此被合併到智利丰业银行。同年，豐業銀行收購了成立於1957年的MD Financial Management。
2019年6月，OFG Bancorp宣布將收購豐業銀行在波多黎各和美屬維爾京群島領土內的所有分支機構，作為5.5億美元現金交易的一部分。